# Полиха, Игорь Зиновьевич
Игорь Зиновьевич Полиха (укр. Ігор Зіновійович Поліха; род. 8 июня 1965, Ольховое, Львовская область) — украинский дипломат. Чрезвычайный и Полномочный Посол Украины.

## Биография
Родился 8 июня 1965 года в селе Ольховое Сокальского района Львовской области. Окончил Московский институт международных отношений (1989), специалист-международник со знанием восточных языков.
С августа по октябрь 1989 года — референт-секретарь в МИД СССР. С октября 1989 по февраль 1993 года работал референтом и атташе при посольстве СССР в Индии. С февраля 1993 по август 1994 года — третий и второй секретарь посольства Украины в Индии.
С августа 1994 по сентябрь 1996 года — первый секретарь отдела Азии и Тихоокеанского региона Управления стран АТР, БСС и Африки. С сентября по ноябрь 1996 года — первый секретарь отдела Вооружённых сил управления контроля над вооружением и разоружением. В 1996—1997 годах — советник отдела вооружённых сил управления контроля над вооружением и разоружением МИД Украины. В 1997—1999 годах — заместитель заведующего отделом Главного управления по вопросам внешней политики, В 1999—2000 годах — заведующий отделом двустороннего сотрудничества Главного управления по вопросам внешней политики в Администрации Президента Украины.
В 2000—2002 годах — советник в Посольстве Украины в Турецкой Республике. В 2002—2004 годах — заместитель руководителя Главного управления по внешней политике Администрации Президента Украины.
С 25 августа 2004 по 7 февраля 2007 года — чрезвычайный и полномочный посол Украины в Пакистане.
С 7 февраля 2007 по 5 февраля 2010 года — Чрезвычайный и Полномочный Посол Украины в Индии.
С 13 сентября 2007 по 5 февраля 2010 года — Чрезвычайный и Полномочный Посол Украины в Бангладеш (по совместительству).
С 13 сентября 2007 по 5 февраля 2010 года — Чрезвычайный и Полномочный Посол Украины на Мальдивах (по совместительству).
С 1 октября 2007 по 5 февраля 2010 года — Чрезвычайный и Полномочный Посол Украины на Шри-Ланке (по совместительству).
С 5 февраля 2008 по 5 февраля 2010 года также являлся по совместительству чрезвычайным и полномочным послом Украины в Непале.
21 августа 2009 года президент Украины присвоил Полихе дипломатический ранг Чрезвычайного и Полномочного Посла.
В 2010—2011 годах — директор шестого территориального департамента МИД Украины.
В 2011—2012 годах — директор четвёртого территориального департамента МИД Украины.
В 2012—2015 годах — директор Департамента Азиатско-Тихоокеанского региона МИД Украины.
С 24 ноября 2015 по 9 июля 2022 года — чрезвычайный и полномочный посол Украины в Индии. Также по совместительству был чрезвычайным и полномочным посолом на Мальдивах (12 мая 2016 — 9 июля 2022), в Непале (15 июня 2016 — 9 июля 2022), на Шри-Ланке (18 июня 2016 — 9 июля 2022), в Бангладеш (23 ноября 2016 — 9 июля 2022).
Во время российского вторжения на Украину Полиха заявил журналистам в Индии, что он «глубоко недоволен» позицией Индии, поскольку страна воздержалась при голосовании по резолюции Совета Безопасности ООН, осуждающей российское вторжение.